# Lardaro
Lardaro – miejscowość i gmina we Włoszech, w regionie Trydent-Górna Adyga, w prowincji Trydent.
Według danych na rok 2004 gminę zamieszkiwały 184 osoby, 18,4 os./km².
1 stycznia 2016 gmina została zlikwidowana.